# Synchiropus phaeton
Synchiropus phaeton (aus dem Griechischen symphysis, „zusammen gewachsen“, cheir „Hand“ und pous, „Fuß“) ist ein Knochenfisch aus der Familie der Callionymidae, den Leierfischen. Er kann im Mittelmeer und im Ostatlantik angetroffen werden.

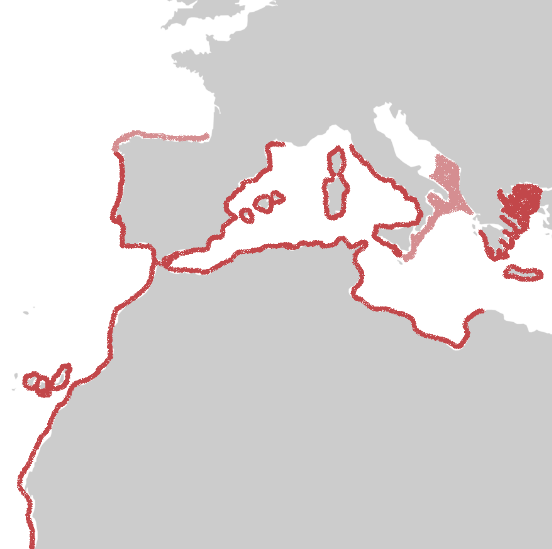
Verbreitung von Synchiropus phaeton im Mittelmeer

## Beschreibung
Synchiropus phaeton ist ein relativ kleiner Fisch mit einem Sexualdimorphismus in Bezug auf ihre Größe, wobei männliche Fische generell größer werden als die Weibchen. Männchen werden im Schnitt 10–14 cm groß, können jedoch in seltenen Fällen eine maximale Länge von 18 cm erreichen. Weibliche Fische werden durchschnittlich etwa 6–10 cm lang, in der Regel aber nicht größer als 12 cm. Dennoch liegen Berichte vor, in denen weibliche Fische mit einer Länge von mehr als 20 cm beschrieben werden. Dies lässt vermuten, dass es noch größere Männchen geben muss, die bisher jedoch noch nicht gesichtet wurden. Synchiropus phaeton wird über die großen Augen, die tief in ihrem Kopf sitzen und einen Stachel auf dem Kiemendeckel, dem Präopercular-Stachel, charakterisiert. Der orange bis rot gefärbter Körper hat auf der Rückenseite olivgrüne oder gelbe Muster. Die Bauchfarbe variiert zwischen pink- und silberfarben. Die Rückenflosse hat zwischen dem dritten und vierten Strahl einen schwarzen Fleck, die Afterflosse ist von einem schwarzen Streifen durchzogen.

## Verbreitung
Synchiropus phaeton kann im Ostatlantik entlang der Küste Portugals und südlich der Azoren bis hin zur Küste Gabuns angetroffen werden. Er kommt auch im Mittelmeer vor, wo er bis hin zur Küste Israels und bis nach Zypern anzutreffen ist. In dem nördlichen adriatischen Meer und der nördlichen ägäischen See ist Synchiropus phaeton seltener zu finden.

## Biologie

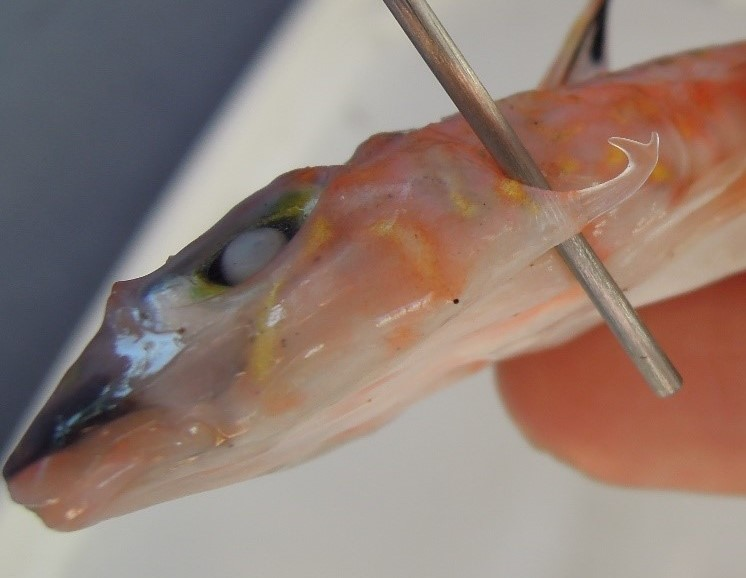
Präoperkular-Stachel von Synchiropus phaeton

Synchiropus phaeton ist ein Tiefseefisch, der am Meeresboden in Tiefen von 80–650 m lebt. Sein Lebensraum besteht aus schlammigen und sandigen Böden, wo er sich von kleinen wirbellosen Bodenbewohnern wie Würmer, Schnecken und Krebstieren ernährt. Männliche Fische haben ein territoriales Verhalten gegenüber ihrer Artgenossen und reagieren aggressiv auf diese.
Die Fortpflanzung der Großaugen-Leierfische im Mittelmeer findet in dem Zeitraum von Juni bis September statt. Die Eier werden ins freie Wasser abgegeben, wo sie sich pelagisch zu Larven entwickeln.

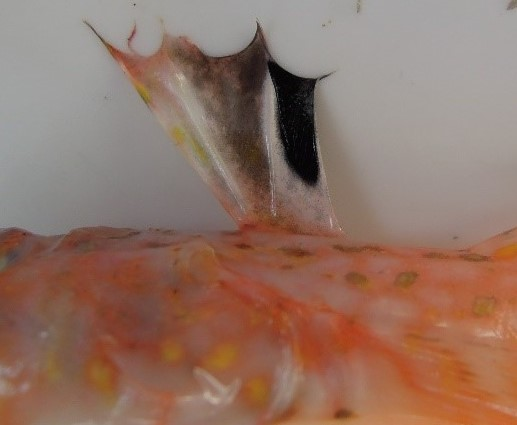
Rückenflosse von Synchiropus phaeton mit schwarzem Fleck

## Gefährdung
Synchiropus phaeton kommt in der Oktopusfischerei in Senegal und der Schleppnetzfischerei im Mittelmeer als Beifang vor. Einige Fische der Familie der Leierfische werden lokal verkauft oder als Aquarienfische gehandelt (Smith-Vaniz, W.F. 2015). Es gibt keine Berichte über wesentliche Gefährdungen von Synchiropus phaeton. Die Population wird als stabil (Smith-Vaniz, W.F. 2015) und auf der Roten Liste der gefährdeten Tierarten als nicht gefährdet eingestuft (eng.: „least concern“; dt.: „geringste Sorge“).